# Hans Laasner

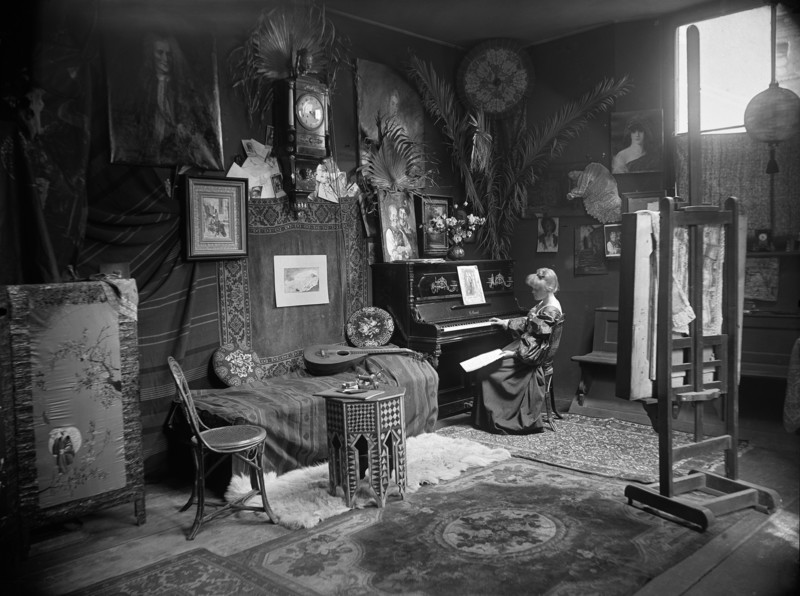
Künstleratelier Hans Laasner,
Foto von Carl Teufel

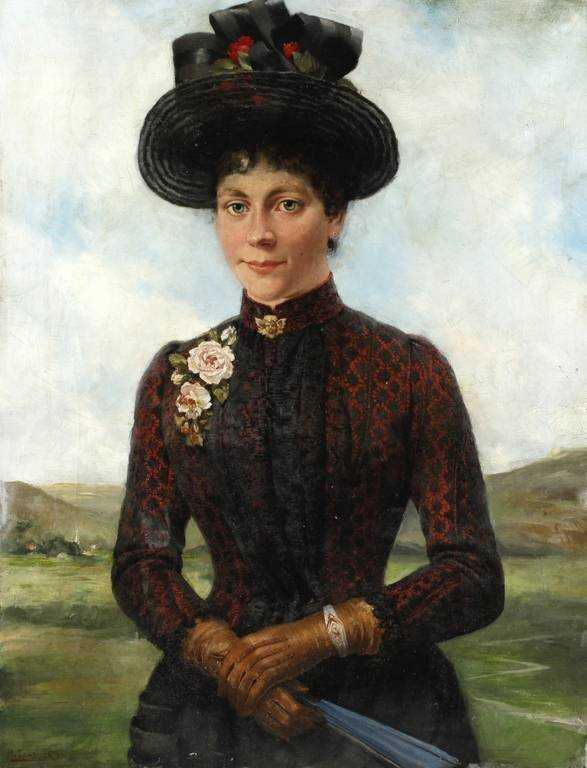
Damenporträt

Richard Johannes Laasner, genannt Hans Laasner (* 17. Dezember 1864 in Danzig; Todesdatum nach 1920), war ein deutscher Porträt- und Genremaler sowie Illustrator. Er wird der Düsseldorfer und Münchner Schule zugeordnet.

## Leben
Aus Danzig kommend studierte Laasner in den Jahren 1880 bis 1882 an der Kunstakademie Düsseldorf, wo ihn Hugo Crola, Heinrich Lauenstein und Peter Janssen d. Ä. unterrichteten. Janssen, der Laasner in der Antiken- und Naturklasse unterwies, stufte Laasner als „sehr begabt“ ein. Am 23. November 1883 immatrikulierte sich Laasner für das Fach Malerei an der Akademie der Bildenden Künste München. Dort waren Hermann Lindenschmit und Otto Seitz seine Lehrer. Nach dem Studium ließ sich Laasner in München nieder. Fotos seiner dortigen Ateliers schuf der Fotograf Carl Teufel. Um 1912 lebte Laasner in Schlachtensee.
Laasner schuf hauptsächlich Porträts und Genrebilder. Illustrationen von ihm erschienen in den Zeitschriften Die Gartenlaube (1897) und Daheim (1891).